# Ernst Busemann
Ernst Busemann  (* 7. Dezember 1876 in Köln; † 29. Oktober 1939 in Frankfurt am Main) war ein deutscher Unternehmer und Wehrwirtschaftsführer. Von 1930 bis 1939 war Busemann Vorstandsvorsitzender der Degussa AG.

## Leben
Busemann legte in seiner Heimatstadt Köln am humanistischen Gymnasium sein Abitur ab. 
Danach absolvierte er eine dreijährige Ausbildung ab 1895 beim von Leopold Seligmann gegründeten Bankhaus Seligmann mit Sitz in Koblenz und Filiale in Köln. Neben der Lehre beschäftigte sich Busemann intensiv mit den Rechtswissenschaften. Bereits  kurz nach seiner Ausbildung promovierte Busemann an der Universität Göttingen zum Dr. jur. 
1903 wurde Ernst Busemann Privatsekretär von Wilhelm Merton, dem Mitbegründer der Frankfurter Metallgesellschaft. Ab 1904 leitete Busemann mehr als zehn Jahre das Entsilberungshüttenwerk Usine de Désargentation im belgischen Hoboken. Es gehörte zu gleichen Teilen der Metallgesellschaft und der späteren Degussa. Später übernahm Busemann die Führung der Kriegsmetall AG in Berlin.
Er gehörte in Habitus und Interessen dem kaiserzeitlichen Bildungsbürgertum an. Ernst Busemann liebte die Musik und eine einfache Lebensführung. Politik interessierte ihn kaum. 
1916, sicherte sich die Degussa  Busemanns Mitarbeit für die Nachkriegszeit. 1919 wurde er Vorstandsmitglied der Degussa. Er spielte im Vorstand eine immer wichtigere Rolle. Ihm gelang es bereits 1923, dass Fritz Roessler, dessen Vater das Unternehmen gegründet hatte, die wenig einflussreiche Position des Aufsichtsratsvorsitzenden übernahm. Er selbst war nun die eigentlich dominierende Figur im Vorstand. Er übernahm 1930 daher folgerichtig den neu geschaffenen Posten eines Vorstandsvorsitzenden. 
Busemann setzte auf eine Diversifikation der Produktion insbesondere durch den Erwerb neuer Produktionsanlagen. Ihm gelang es, das Unternehmen durch die Inflationszeit zu steuern. In den 1920er Jahren hat er zur Unternehmensfinanzierung nicht auf amerikanische Kredite gesetzt, die anderen Unternehmen in der Weltwirtschaftskrise in große Schwierigkeiten brachten, sondern bevorzugte die Eigenfinanzierung. Unter Druck geriet die Degussa durch die starke Konkurrenz des 1925 gegründeten IG Farbenkonzerns. Problematisch war auch lange Zeit die Abhängigkeit von Aufträgen von Großkunden wie der Firma Henkel. Diese konnte erst 1934 verringert werden. 
Busemann betrieb nach dem Beginn der nationalsozialistischen Herrschaft einen Anpassungskurs zunächst zur Sicherung der unternehmerischen Handlungsfähigkeit. Er selbst gehörte der NSDAP nicht an. Allerdings trug er sich mit Überlegungen, dass die Unternehmensspitze geschlossen in die Partei eintreten sollte. Schließlich begnügte er sich damit, dass Hermann Schlosser die Mitgliedschaft beantragte. Er selbst hingegen wurde zum Wehrwirtschaftsführer ernannt. 
Zur Anpassung gehörte auch die Unterstützung der nationalsozialistischen Wirtschaftsziele von Autarkie, Aufrüstung und Arisierung. Die Haltung gegenüber den zu arisierenden Firmen wurde dabei im Zeitverlauf verschärft. Der Anpassungskurs bewahrte die Firma und Busemann aber nicht vor Einschränkungen ihrer unternehmerischen Handlungsfreiheit durch die nationalsozialistische Führung. Die Degussa erhielt im Zuge der "Edelmetallaktion" also der Ablieferung wertvoller Metallgegenstände durch die jüdische Bevölkerung nach dem 9. November 1938 zahlreiche Aufträge zur Metallscheidung.
Am 29. Oktober 1939 verstarb Ernst Busemann.